# Relaxatie (therapie)
Relaxatie (ontspanning) wordt als onderdeel van psychotherapie en/of fysiotherapie/kinesitherapie toegepast bij personen met overdreven spanning. Dit kan spierspanning zijn ten gevolge van lichamelijke overbelasting, dan wel algehele lichamelijke en psychische spanning door blootstelling aan situaties zoals angst en stress.
Ademhalingstechnieken, massage, autogene training, meditatie, zelfinstructie, maar ook hypnose en sommige medicamenten kunnen bijdragen aan de ontspanning.